# Comté de Mitchell (Kansas)
Pour les articles homonymes, voir Mitchell et Comté de Mitchell.
Le comté de Mitchell est l’un des 105 comtés de l’État du Kansas, aux États-Unis. Il a été fondé le 26 février 1867. Son siège, et plus grande ville, est Beloit. Selon le recensement de 2000, la population du comté est de 6 932 habitants. 

## Géographie
Le comté a une superficie de 1 861 km², dont 1 813 km² est de terre. 

### Géolocalisation
|                 | Comté de Jewell   |                |
| Comté d'Osborne | Comté de Mitchell | Comté de Cloud |
|                 | Comté de Lincoln  | Comté d'Ottawa |